# دیا خان
دیا خان (Deeyah Khan) (زاده ۷ اوت ۱۹۷۷ در اسلو، نروژ)، کارگردان، تولیدکننده موسیقی، آهنگساز و فعال حقوق بشر اهل نروژ است. او از تبار پنجابی/پشتون است.
فیلم «باناز، داستان یک عشق» که به کارگردانی و تهیه‌کنندگی دیا خان ساخته شد در جایزه امی سال ۲۰۱۳ و چند جایزه دیگر را برد. موضوع این فیلم زندگی و مرگ «باناز محمود»، زن کردتبار تبعه بریتانیا است که خانواده او در سال ۲۰۰۶ میلادی به خاطر مسئله ناموس قصد جان او را کرده و به سفارش خانواده‌اش به قتل رسید.
دیا خان آلبوم‌های موسیقی چندی به بازار آورده که از آن جمله است: زن نوردیک، زن ایرانی، و پژواک‌های سِند. آلبوم زن ایرانی. مجموعه‌ای است از آوازهای چندین هنرمند زن ایرانی. وی از همکاران تهیه آلبوم «بشنو از ممنوعه‌ها» (Listen To The Banned) است که مجموعه‌ای است موسیقی‌های ممنوع‌شده در خاورمیانه، آفریقا، و آسیا.
دیا به خاطر فعالیت‌های خود در پشتیبانی از آزادی بیان چندین جایزه، ازجمله جایزه اوسیتزکی سال ۲۰۱۲ را دریافت کرده‌است.